# Deilephila rivularis
Deilephila rivularis is een vlinder uit de familie pijlstaarten (Sphingidae). De soort komt voor in Zuid-Azië. De spanwijdte is 64 tot 82 millimeter.

## Voorkomen
Deilephila rivularis komt voor in het oosten en midden van Afghanistan, in Pakistan (ten noorden van Karachi) en in het noorden van India (naar het oosten tot Dehra Dun, Uttar Pradesh)

## Waardplant
In India zijn waardplanten van de rupsen van Deilephila rivularis soorten van de geslachten Arisaema en springzaad (Impatiens).